# 교고쿠정
교고쿠정(일본어: 京極町)은 일본 홋카이도 시리베시 종합진흥국 관내의 요테이산 기슭에 있는 정이다.

## 지리

### 인접한 자치체
- 이시카리 진흥국
  - 삿포로시 미나미구

- 시리베시 종합진흥국
  - 요이치군 아카이가와촌
  - 아부타군 굿찬정, 기모베쓰정

## 역사
- 1910년 - 굿찬촌(현 굿찬정)의 일부가 분리되어 히가시굿찬촌(東倶知安村)이 탄생했다.
- 1940년 4월 1일 - 교고쿠촌으로 개칭했다.
- 1962년 5월 1일 - 정으로 승격해 교고쿠정이 되었다.

## 산업
벼농사를 중심으로 한 농업이 주요 산업이다.

## 교통

### 도로
- 국도 276호선

## 자매 도시
- 일본 가가와현 마루가메시

## 같이 보기
- 후키다시 공원